# Barnstar

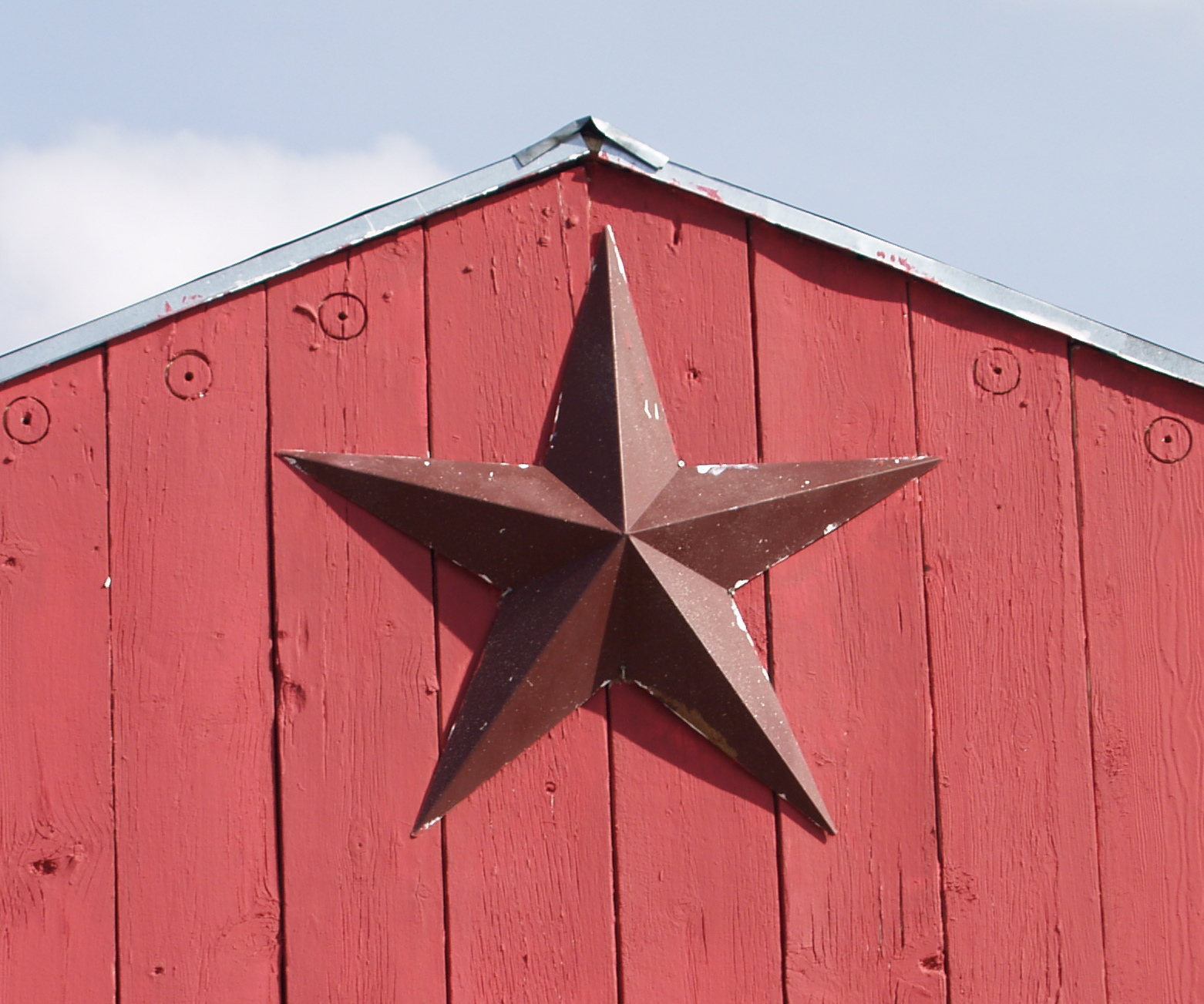
Barnstar mint díszítőelem

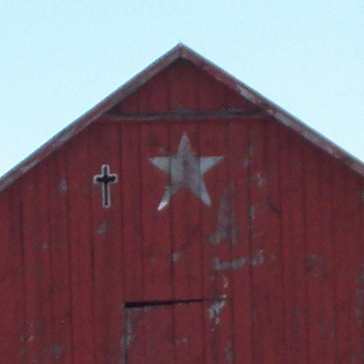
Egykori barnstar nyoma egy csűrön

A barnstar (vagy barn star, jelentése angolul „csűrcsillag”) egy dekoratív festett tárgy vagy kép, amelyet csűrök díszítésére használtak. Alakjuk általában ötágú csillag, de vannak „szekérkerék” stílusú kerek darabok is, leggyakrabban a német-amerikai farmerközösségek használják őket az Amerikai Egyesült Államokban. A barnstaroknak nincs strukturális szerepe az épületekben, így főként esztétikai okokból helyezték ki a csűrökre, és a bejárat fölé aggatott patkóhoz hasonlóan szerencsét hozónak tartották.

## Története
A barnstarok eredetileg az építész ismertetőjeleként is szolgáltak, de alkalmazásuk mindinkább esztétikai okokból történt, és az építés elkészülte után rakták rá az épületre. Egyes fa barnstarokat Pennsylvania környékén, ahol még ma is számos darab látható, egyes építészeknek tulajdonítottak.
A barnstarokat az Amerikai Egyesült Államokban a 18. század során használták (illetve Pennsylvaniában még 1870-ben is), népszerűségük nagyban megnőtt az amerikai polgárháborút követően. Rendszeres alkalmazásuk azonban korábban kezdődött, a csillagok gyakoriak voltak nagy épületeken, különösen gyárakon a polgárháború előtti Richmondban, Virginia államban.
A barnstarok továbbra is népszerű díszítőelemek, a modern házakra is raknak néha egyszerű, fém ötágú csillagokat, amelyeket készítőik „barn-star”-ként határoznak meg és gyakran mesterségesen öregítik vagy rozsdásítják őket a hagyományos dekorációt utánozva.

## Barnstarok internetes közösségekben
A Meatball Wiki, és őket követve más internetes közösségek is, az Amerikában közösségi munkában, egymást kisegítve végzett csűrépítést (barn raising) tették meg a közösen végzett önkéntes munka (mint például a Wikipédia esetében a szócikkek írása) metaforájának. Az ilyen munkában elért kiemelkedő teljesítményért dicséretképpen egymásnak adott kitüntetéseket barnstarnak nevezik, és általában valamilyen ötágú csillagon alapuló ábrázolással társítják. Részletek a Wikipédia:Kedvességkampány lapon.

## Fordítás
- Ez a szócikk részben vagy egészben a  Barnstar című angol Wikipédia-szócikk ezen változatának fordításán alapul.  Az eredeti cikk szerkesztőit annak laptörténete sorolja fel. Ez a jelzés csupán a megfogalmazás eredetét és a szerzői jogokat jelzi, nem szolgál a cikkben szereplő információk forrásmegjelöléseként.